# 291e Jägerbataillon
Le 291e Jägerbataillon (JgBtl 291) est une unité d'infanterie et de reconnaissance de la Bundeswehr, l'armée de terre allemande, faisant partie de la brigade franco-allemande. 
Il occupe le « quartier Leclerc » à Illkirch-Graffenstaden, dans la banlieue sud de Strasbourg, aux côtés de la 2e compagnie de commandement et de transmissions.
C'est la première unité allemande à tenir garnison en France depuis la fin de la Seconde Guerre mondiale.

## Composition
Le 291e Jägerbataillon est composé de :
- un état-major

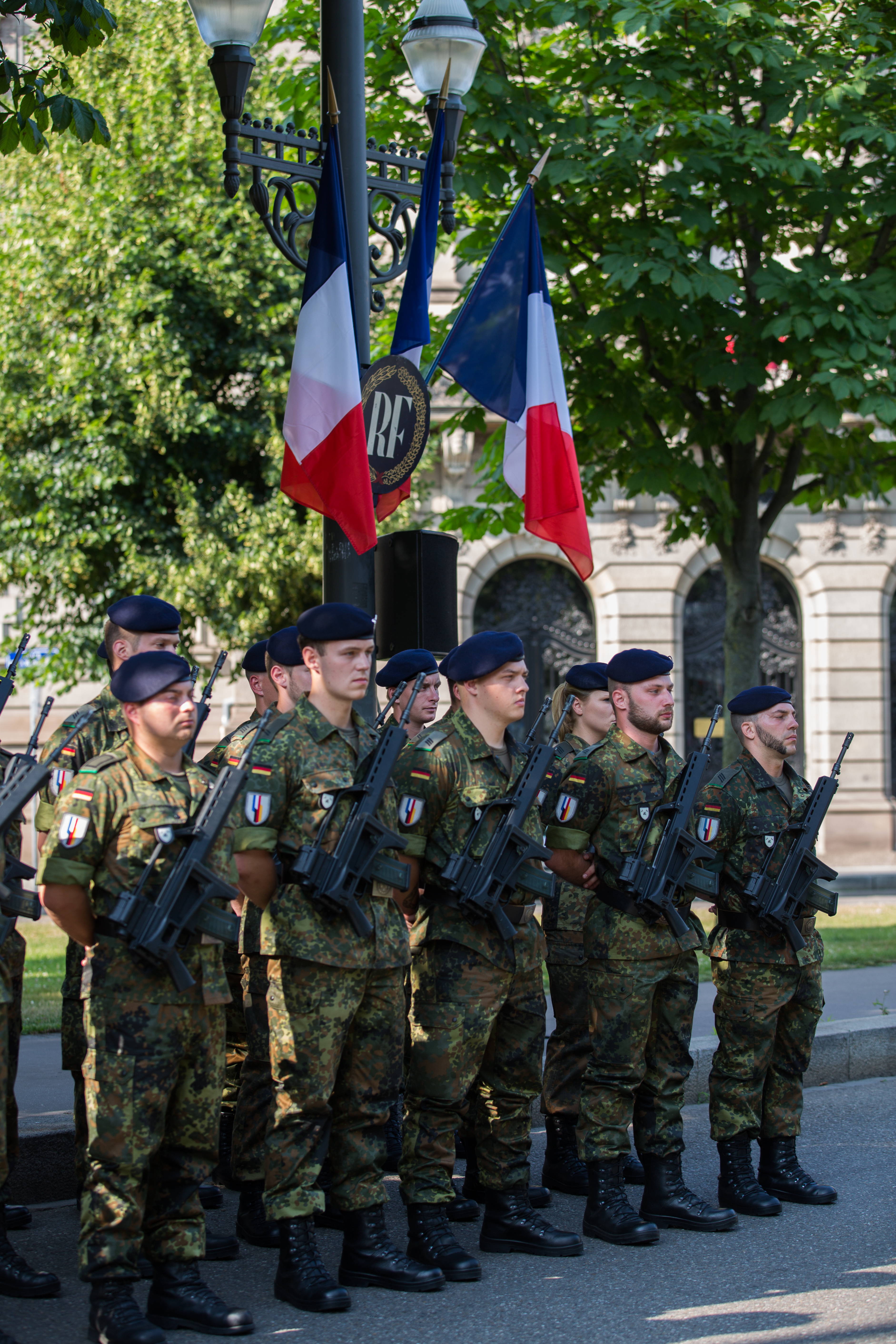
Un détachement du lors du défilé du 13 juillet 2013 à Strasbourg.

L'état-major de bataillon se recrute du train d'état-major indépendant. Tous les soldats d'équipe et les sous-officiers de l'état-major appartiennent à celui-ci.
- une compagnie de commandement et de logistique (1re Stabs- und Versorgungskompanie) ;

La 1re compagnie comme la compagnie d'état - major et d'approvisionnement dispose du groupe de direction de compagnie sur les éléments de transport et d'approvisionnement centraux du bataillon, comme le groupe de transport, groupe d'approvisionnement, groupe d'alimentation, groupe de matériel, groupe de munitions. En outre elle dispose d'un train technique et d'un train de réparation. Fernmeldezug de 1. /compagnie tient les liens de radio et les circuits en câbles dans le bataillon et à la direction placée au-dessus et dispose, en outre, des groupes de protection et de lien à l'engagement sur le poste de combat et pour sa protection.
- deux compagnies de chasseurs  (2e et 3e Jägerkompanie)

La 2e compagnie est équipée avec le GTK BOXER et se divise chaque fois en trois trains de chasseur, un lourd train de chasseur, le groupe de direction de compagnie et un groupe technique. Les trains de chasseur se composent chaque fois de trois groupes de chasseur. Le lourd train de chasseur se sous-divise en groupe de tireur d'élite et un groupe avec le système de fusées de défense antichar MILAN. 
La 3e compagnie est équipée avec le TPz FUCHS et se divise également en direction de compagnie, trois trains de chasseur, un lourd train de chasseur et un groupe technique.
- un escadron de reconnaissance (4e Aufklärungskompanie)

Le 4e escadron est l'escadron de reconnaissance de la brigade. Il est divisé comme l'escadron de reconnaissance indépendant. Il ordonne à côté de la direction de compagnie plus de trois trains de reconnaissance FENNEK ainsi qu'un train de reconnaissance technique avec la capacité à l'a de reconnaissance de radar. Plus loin l'escadron dispose d'un groupe de reconnaissance léger (de). Puisqu'il était mis comme un escadron indépendant de manière ordonnée l'escadron de plus sur les propres capacités d'approvisionnement et de transport ainsi que sur un propre groupe de poste de combat.

## Histoire

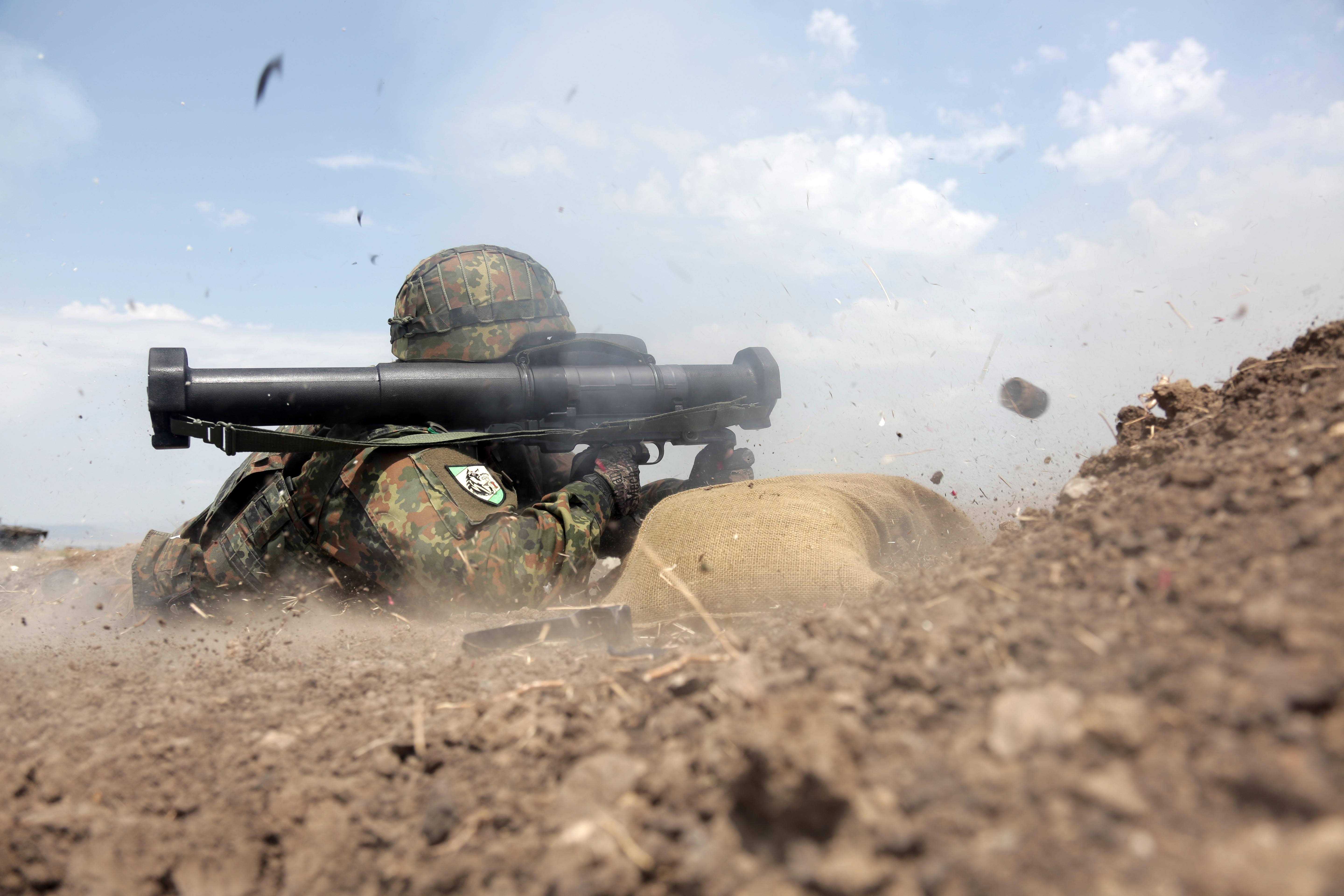
Un soldat du bataillon tirant un Panzerfaust 3 lors d'un exercice en Géorgie en 2017.

### Introduction
Après que le président français Nicolas Sarkozy avait annoncé le retrait des troupes françaises de l'Allemagne, la chancelière Angela Merkel et le président Nicolas Sarkozy sont d'accord à la suite de la 45e Conférence de Munich 2009 sur le stationnement de troupes allemandes de la brigade franco-allemande en France.
Immédiatement après, la planification de l'installation a commencé. Au 6 avril 2010, les premiers soldats étaient stationnés en France.
Le bataillon a été placé cérémonieusement le 10 décembre 2010 en présence du ministre fédéral de la Défense Karl-Theodor zu Guttenberg et de son homologue français Alain Juppé dans le cadre de l'élaboration de l'appel dans le Parc de l'Orangerie à Strasbourg en service pas clair.
Le bataillon a participé au Défilé militaire du 14 Juillet à Paris le 14 juillet 2012.

### Les apparences
Dans le deuxième semestre en 2014, le bataillon mettait le bataillon READY de la réserve (ORF) opératoire pour ma KFOR, donc, n'était pas rappelé.
Au printemps 2016 le bataillon était dans le cadre du programme d'OTAN PERSISTENT PRESENCE pour trois mois en Lituanie. Parallèlement à ceci le bataillon mettait la mission d'entraînement d'UE menée au Mali (MALI EUTM) à l'entraîneur d'infanterie et personnel d'état-major pour dans cette période par la brigade allemand-français.
De septembre 2018 à mai 2019, le bataillon était responsable du contingent opérationnel allemand de la Mission multidimensionnelle intégrée des Nations unies pour la stabilisation au Mali (MINUSMA) . C'est la première mission "complète" du bataillon.
À partir de janvier 2020, le bataillon a de nouveau fourni des soldats pour le 13e contingent allemand de la MINUSMA sous la direction du bataillon frère Jägerbataillon 292 (JgBtl 292).
Jusqu'à sa dissolution en 1997, la compagnie parachutiste du 291ème Jägerbataillon sera jumelée avec la Compagnie d'Éclairage de Brigade ; CEB ; du 19ème Groupe de Chasseurs Portés, stationné à Villingen-am-Schwartzwald, RFA. (  j'ai servi à la CEB du 19ème GCP de décembre 1966 à février 1968 )

## Description des armoiries et uniforme
Trois feuilles de chêne reposent sur deux lances de cavalerie croisées sur un fond argenté. La feuille de chêne en tant qu'insigne de béret de la troupe de chasseurs représente l'immortalité, la constance et la loyauté. Les lances croisées, qui représentent l'insigne de béret de la troupe de reconnaissance de l'armée, font référence à la tradition des anciennes associations de cavalerie en tant que précurseur de la troupe de reconnaissance. La combinaison des deux éléments dans les armoiries symbolise l'union des deux types de troupes au sein du bataillon.
Contrairement aux soldats du bataillon frère JgBtl 292, les soldats du bataillon ne portent pas un foulard de compagnie, mais la tenue militaire habituelle de la Bundeswehr sans modification. Les soldats des compagnies de chasseurs portent les brins verts de la troupe de chasseurs, les soldats de la compagnie de reconnaissance des brins jaunes dorés en signe d'appartenance aux forces de reconnaissance de l'armée. En principe, tous les soldats de l'état-major portent également des brins verts; Cependant, les soldats de la escadron de reconnaissance qui passent  à l'état-major gardent leurs brins jaune doré.

## Commandites
Le bataillon est profondément enraciné dans le département du Bas-Rhin. Entre autres, il existe des parrainages avec les villes / communes de Strasbourg, Erstein, Rhinau et bien sûr vers la ville de garnison d'Illkirch-Graffenstaden. Les soldats du bataillon participent régulièrement à des événements dans les communautés, par exemple lors des célébrations des extrémités respectives des guerres mondiales et lors de la fête nationale.
Cérémonies du bataillon sont menés avec la plus grande sympathie de la population des communautés de parrainage, par exemple lorsque les chefs d'compagnie changent.
Du fait de leur appartenance aux troupes de reconnaissance de leurs pays respectifs, le 3e régiment de hussards a pris le parrainage du 4e escadron.